# Maiak, Pokrovske
Maiak (în ucraineană Маяк) este un sat în comuna Orlî din raionul Pokrovske, regiunea Dnipropetrovsk, Ucraina.

## Demografie
Componența lingvistică a localității Maiak
     Ucraineană (91,4%)
     Rusă (8,6%)
Conform recensământului din 2001, majoritatea populației localității Maiak era vorbitoare de ucraineană (91,4%), existând în minoritate și vorbitori de rusă (8,6%).